# Strakapoud jižní
Strakapoud jižní (Dendrocopos syriacus) je pták z čeledi datlovitých, velmi podobný strakapoudu velkému. V přírodě se můžeme setkat i se smíšenými páry, jejichž mláďata připomínají vzhledem i vlastnostmi oba rodičovské druhy.

## Popis
Černobílý strakatý pták, na rozdíl od strakapouda velkého má mezi okem a lícemi jednu velkou bílou skvrnu. Na bílém krku je černý vous, nikoliv kříž jak u strakapouda velkého. Také všechny červené znaky jsou růžovější než má strakapoud velký. Hmotnost 74–82 g, rozpětí křídel asi 40 cm. Má kňouravý hlas.

## Výskyt
Je ptákem otevřené krajiny s vtroušenými stromy, obývá okolí lidských sídel i lesy, zejména v nížinách. Byl popsán původně v Sýrii, odkud se postupně přes Turecko a Balkánský poloostrov rozšířil do Rakouska a na jižní Moravu.

## Ekologie
Hnízdí v dutinách stromů, které jsou umístěny ve výši 2–3 metry nad zemí, vletový otvor má průměr kolem 45 mm. K páření dochází vsedě na šikmé nebo horizontální větvi. Snůšku tvoří 4–7 vajec, na nichž se partneři rovnoměrně střídají. Délka vysezení je 12–13 dní. Mladí ptáci jsou krmeni hmyzem a plody. Proto mají řídký trus, který nelze odklidit a tak musejí kálet do dutiny, která páchne. Hned po vylétnutí si mláďata dopřejí vytrvalou a důkladnou koupel.

### Video
Jarmila Kačírková: Strakapoud jižní (Dendrocopos syriacus) hnízdění, krmení mláďat, Lipník nad Bečvou červen 2019

- https://youtu.be/W_N72FusYBA